# 野戦築城
野戦築城（やせんちくじょう、英: Field Fortification）は、軍隊が野戦を実行している際、必要に応じて攻撃・防御を問わず防護性を高めつつ戦闘力の発揮を容易にするための、土地に施す工事とその結果建設された各種構築物のことを言う。

## 概要
目的は、城や要塞と比較して拠るべきものが少ない野外という環境において効果的な陣地を作り防御をしつつ、敵軍を誘引撃滅することである。そのために必要とされる要素としては、適切な位置の選定、塹壕等の掩体の構築、地雷や鉄条網等の障害の構成、接近経路への火力の指向、指揮所や兵站段列や塹壕間の交通のための移動路の整備、有線通信網の構築整備、周辺の植生等に合わせた偽装等、工事にかかる時間など多岐にわたる。
永久要塞と異なり、野戦軍は移動することが常であり野戦築城に必要とされる要素としては一時的な或いは簡易な要塞としての性質が求められる。このような場合は宿営のたびに軽易な塹壕や哨所で済まされることが多く必要とされる資材量や工事量や時間は概して少ないが、決戦などを指向した場合や野戦軍同士が膠着状態に陥った場合は大掛かりなものになりやすい。硫黄島の戦いにおける旧日本軍陣地は極めて大規模であり、洞穴（地下）陣地とトーチカを巧みに組み合わせた永久要塞に匹敵するものであった。

## 歴史
日本においては、長篠の戦いにおける織田信長軍勢による馬防柵と鉄砲隊・弓隊及び間隙をうめる槍隊などの諸部隊の有機的な結合による戦闘方法が近代における野戦築城の萌芽とする説がある。陣城とも呼ばれ、関ヶ原の戦いでは永続的な城よりも巨大な陣城も作られている。また、古代に構築された古墳も陣城として用いられることが多かった。大分県の「穴囲砦」のように、天然の洞窟が陣地とされることも希にあった。
西洋の戦術を下敷きとしたものは長州征伐や戊辰戦争が最初であり、各地で新政府軍・旧幕府軍の双方が各戦線で野戦築城と呼べるものを築いた（これらは台場・砲台と呼称されることが多い）。当時は工兵が存在せず、いずれの戦争も短期決戦に近いものだったので、急場しのぎで築かれたものが多かった。塹壕は寝そべってようやく全身が隠れる程度の浅いものが多く、むしろ胸壁が多用された。恒久的なものでないので、ほとんどが消失しているが、北海道・台場山や会津の母成峠・馬入峠には比較的明瞭な遺構が残されている。

## 使用資材・構成要素
- 塹壕
- 有刺鉄線
- 土嚢
- ヘスコ防壁
- トーチカ